# Jean Ravel
Jean Ravel (* 9. August 1927; † 1990) war ein französischer Filmeditor.

## Leben
Jean Ravel war ab 1952 im Bereich Schnitt beim französischen Film tätig. Die erste größere Filmproduktion, mit der er betraut wurde, war Mädchen verschwinden (1955) mit Jean Gabin in der Hauptrolle. 1971 war Ravel als Editor des Dramas Die Katze erneut bei einem Gabin-Film für den Schnitt zuständig. Ein Jahr darauf arbeitete Ravel mit Regisseur Edward Dmytryk an dessen Thriller Blaubart (1972), in dem Richard Burton die Hauptrolle spielte. Es folgte das Filmdrama Le Train – Nur ein Hauch von Glück (1973) mit Jean-Louis Trintignant und Romy Schneider.
Für den Kriminalfilm Adieu, Bulle von Regisseur Pierre Granier-Deferre, mit dem er besonders häufig zusammenarbeitete, erhielt Ravel eine Nominierung für den 1976 erstmals vergebenen Filmpreis César in der Kategorie Bester Schnitt. Ravel konnte sich jedoch nicht gegen die Editorin Geneviève Winding durchsetzen. Im Laufe seiner Karriere wurde Ravel drei weitere Male für den César nominiert, ging jedoch stets leer aus. Auch der Actionfilm Der Greifer (1976) mit Jean-Paul Belmondo zählt zu Ravels Arbeiten als Editor. 1990 kam er ein letztes Mal bei einem Film zum Einsatz; er verstarb noch im selben Jahr. 

## Filmografie (Auswahl)
- 1952: Zig et Puce sauvent Nénette
- 1955: Mädchen verschwinden (Le Port du désir)
- 1956: Houston, Texas
- 1960: Die unheimlichen Hände des Dr. Orlak (The Hands of Orlac)
- 1962: Am Rande des Rollfelds (La Jetée) (Kurzfilm)
- 1962: Der Liftboy vom Palasthotel (Le Petit garçon de l’ascenseur)
- 1963: Die Schlange (L’Accident)
- 1965: Ganoven rechnen ab (La Métamorphose des cloportes)
- 1965: … nach Valparaiso (…A Valparaíso)
- 1966: Paris im Monat August (Paris au mois d’août)
- 1970: Der Erbarmungslose (La Horse)
- 1971: Die Katze (Le Chat)
- 1971: Der Sträfling und die Witwe (La Veuve Couderc)
- 1972: Blaubart (Bluebeard)
- 1973: Le Train – Nur ein Hauch von Glück (Le Train)
- 1974: Jet Set (La Race des ‘seigneurs’)
- 1975: Der Ehekäfig (La Cage)
- 1975: Adieu, Bulle (Adieu poulet)
- 1976: Der Greifer (L’Alpagueur)
- 1976: Die Frau am Fenster (Une femme à sa fenêtre)
- 1978: Das Geld der anderen (L’Argent des autres)
- 1978: Waffe des Teufels (Le Toubib)
- 1982: Stern des Nordens (L’Étoile du Nord)
- 1983: Mein Freund, der Frauenheld (L’Ami de Vincent)
- 1986: Erpreßt – Das geheimnisvolle Foto (Cours privé)
- 1987: Ertrinken verboten (Noyade interdite)
- 1989: Fünf Tage im Juni (Cinq jours en juin)

## Auszeichnungen
- 1976: Nominierung für den César in der Kategorie Bester Schnitt für Adieu, Bulle
- 1977: Nominierung für den César in der Kategorie Bester Schnitt für Die Frau am Fenster
- 1979: Nominierung für den César in der Kategorie Bester Schnitt für Das Geld der anderen
- 1983: Nominierung für den César in der Kategorie Bester Schnitt für Stern des Nordens